# Khassaviourt
Khassaviourt (en russe : Хасавюрт) est une ville du Daghestan, une république de la fédération de Russie, et le centre administratif du raïon de Khassaviourt. Sa population s'élevait à 145 109 habitants en 2020.

## Géographie
Khassaviourt se trouve dans la plaine Koumyke de Ciscaucasie, non loin de la frontière avec la Tchétchénie, à 80 km au nord-ouest de Makhatchkala.
La route fédérale R217, une route qui relie la M4 à la frontière russo-azerbaïdjanaise en desservant les villes de Ciscaucasie, dessert la ville.

## Histoire
Khassaviourt signifie la « yourte de Khassav », du nom d'un prince Koumyk, Khassav, né au village de Kostek. La localité elle-même a été fondée en 1846 sur la rive droite de la rivière Yarık-Su comme fort de défense russe contre les incursions des populations montagnardes. Le village de Novo-Vladimirovka (aujourd'hui partie intégrante de la municipalité) est fondé au nord-est par les cosaques du Terek sous le nom de Bamatbekiourt signifiant la « yourte du bey Bamat ». Le fort acquiert le statut civil de sloboda (ville franche) en 1867. Deux ans plus tard, l'okroug du même nom est formé, dépendant de l'oblast du Terek. Khassaviourt acquiert le statut de ville à l'époque soviétique, en 1931.
Du 29 septembre au 3 octobre 1964, sept cents Tchétchènes et Laks se sont bagarrés provoquant des désordres dans la ville, sans faire de victimes.
La population de la ville s'est fortement accrue ces dernières années par l'arrivée de réfugiés fuyant la guerre en Tchétchénie. Les principales activités sont l'industrie agroalimentaire et l'industrie textile.
En août 1996, le futur président tchétchène Aslan Maskhadov et le secrétaire du Conseil de la sécurité de la Russie, Alexandre Lebed, ont signé à Khassaviourt un accord de paix mettant fin aux hostilités de la Première guerre de Tchétchénie.
La ville a été le théâtre de combats en septembre 1999 contre des rebelles wahabbites tchétchènes qui ont été repoussés par les villageois pro-russe Andis (en) soutenus par l'armée russe.

## Population

### Démographie
Recensements (*) ou estimations de la population
| 1897* | 1926  | 1939*  | 1959*  | 1970*  | 1979*  |
| ----- | ----- | ------ | ------ | ------ | ------ |
| 5 312 | 6 888 | 23 368 | 34 194 | 54 255 | 65 114 |

| 1989*  | 2002*   | 2010    | 2012    | 2013    | 2014    |
| ------ | ------- | ------- | ------- | ------- | ------- |
| 70 514 | 121 817 | 131 187 | 132 515 | 133 858 | 135 329 |

| 2015    | 2016    | 2017    | 2018    | 2019    | 2020    |
| ------- | ------- | ------- | ------- | ------- | ------- |
| 136 789 | 138 420 | 140 047 | 141 259 | 142 747 | 145 109 |

| 2021    | - | - | - | - | - |
| ------- | - | - | - | - | - |
| 155 144 | - | - | - | - | - |

### Nationalités
Au recensement de 2002, la population de Khassaviourt se composait de  :
- 36,56 % de Koumyks
- 28,50 % d'Avars
- 30,61 % de Tchétchènes
- 5,69 % de Darguines
- 2,05 % de Laks
- 1,25% de Russes
- 0,56 % de Lezguines

Autres nationalités...

## Personnalités
Sont nés à Khassaviourt (dans tous les pays de l'ex-URSS et notamment en Russie, les noms turcs ou autres sont russifiés, avec des suffixes en …ev ou …ov) :
- Artur Beterbiyev (Arslan Beter-Bey, 1985), boxeur tchétchène
- Bouvaïssar Saïtiev (Abu-Beyhissar Saïd, 1975), champion de lutte d'origine tchétchène
- Adam Saïtiev (Adama Saïd, 1981), champion de lutte d'origine tchétchène, frère du précédent
- Mavlet Batirov (Mevlet Batır, 1983) champion de lutte d'origine avar
- Makhach Murtazaliev (Mahaç Mırtaz, 1984) champion de lutte d'origine avar
- Murad Umakhanov (Murad Uma-Khan, 1977) champion de lutte d'origine darguine
- Nassourdine Imavov (1995) combattant de mma

## Religion
Exception faite des Russes et de quelques discrets Dağ-Çufuts, à Khassaviourt l'islam sunnite est la religion dominante.

## Jumelage
- Naplouse en Palestine.